# Mont Sterling
Pour les articles homonymes, voir Mount Sterling.
Le mont Sterling – ou Mount Sterling en anglais – est un sommet des monts Great Smoky, aux États-Unis. Protégé au sein du parc national des Great Smoky Mountains, il culmine à 1 781 mètres d'altitude dans le comté de Haywood, en Caroline du Nord. Point culminant du Benton MacKaye Trail, il est couronné par la Mount Sterling Tower, une tour de guet contre les incendies construite en 1933.